# 企業戦士YAMAZAKI
『企業戦士YAMAZAKI』（きぎょうせんしヤマザキ）は、富沢順の漫画、またそれを原作としたメディアミックス作品。1992年から1999年まで、集英社の『スーパージャンプ』に連載されていた。全72話、単行本全12巻。

## 概要
一心不乱に仕事を行うサラリーマンを指す語句「企業戦士」を、文字通り企業のために戦う「戦士」＝サイボーグとして描いたSFビジネス漫画。連載当時の現実世界と同じく、バブル崩壊直後の不況下の日本を舞台としている。
物語は主に1話完結形式で、仕事や人間関係など何らかの悩みを抱えたゲストキャラクターのいる企業へ派遣された山崎が職場の怠惰な雰囲気を一喝しつつ画期的な新商品・新企画を提案、それらの開発過程においての困難や障害、さらには競合他社のビジネス・コマンドーによる襲撃と戦闘を経て、ゲストキャラクターが自己の葛藤に対しての答えを導き出したところで山崎は業務を完遂し、次の派遣先へ去っていく、という流れが定番である。
山崎の派遣先と競合する企業に派遣されたビジネス・コマンドーはビジネスが行き詰まると山崎やゲストキャラクターを亡き者にして解決を図ろうとするのがお約束であり、山崎は一度敵の攻撃を受けて中破、ゲストキャラクターに正体が露見する流れを挟みつつも戦闘モードに「モード変換」して敵を撃破する。
敵ビジネス・コマンドーの武器はレーザー砲やミサイル、液体窒素といったSF的でシリアスなものだが、山崎の武器は往年の特撮ヒーローやロボットアニメ、時事ネタなどを扱った、パロディ・ギャグ要素が強いもので、基本的に毎回決め技が変わる。また、敵ビジネス・コマンドーの外見・名前は、連載当時に人気のあった芸能人や著名人をモデルにしたものが多い。
山崎が各回のゲストキャラクターに語る台詞はフリーライター・漫画評論家の中野晴行に「名言」として注目されており、「企業セミナーの講師になったらきっと大成功するだろう」と高評されている。また、ダ・ヴィンチニュースの「がんばる企業戦士が記憶に残る小説・マンガランキング」では第8位を記録している。

## ストーリー
NEO＝SYSTEM社が派遣する凄腕の派遣社員・山崎宅郎は、ビジネスの達人として名高い人物である。高額な報酬と引き換えに短期間で業績を回復させる、その猛烈な働きぶりは半ば伝説となっていたが、彼の人間離れした能力には秘密があった。NEO＝SYSTEM社のみならず、凄腕派遣社員を抱える人材派遣会社には、秘密裏に「企業戦士（ビジネス・コマンドー）」と呼ばれるサイボーグ戦士たちが存在しており、山崎もその1人なのである。ビジネス・コマンドーは、最先端技術で作られた機械の身体に過労死したエリートビジネスマンの脳を移植した、文字通りのビジネス・マシーンだったのだ。しかし、生身の人間を凌駕する能力を持つ一方、移植された脳が徐々に拒否反応を起こして腐敗し、わずか数年で死に至る。短い余生を享楽的に過ごすために強引な手段もいとわない他のビジネス・コマンドーに対し、山崎は遺された妻子を、組織の中であえぐ人々を、そして自ら理想とした「ビジネスの王道」を守るため、日夜戦い続ける。

## 登場人物
キャストはVシネマ版のもの。OVA版のキャストについては#OVAを参照。
山崎 宅郎（やまざき たくろう） / 尾崎 達郎（おざき たつろう）
演：イッセー尾形
北海道出身。かつて集英商事の社員だったが、旧ソ連での事業中に過労死（享年42）。遺された妻子に少しでも金を残すため、ビジネス・コマンドー「山崎宅郎」として再生する。
経営不振に陥った数々の企業を再生させた実績を持ち、ビジネスの達人と評される。仕事に厳しく一切の妥協を許さない最強の特A級派遣社員だが、実は山崎としての戸籍が用意されておらず、そこから正体の露見につながったこともある。
「『人』が『動』くと書いて『働く』」という信念を持ち、後進の育成や仕事にかける情熱に人一倍こだわるがゆえ、あらかじめお膳立てしたり答えを用意しておきながらも後進の成長を促す目的でプランを敢えて不完全な形で出したり、他者を試すような行動に出ることもある。数々の画期的な商品を生み出す原動力も、商品を通じて人と人とのつながりを確認したいという想いからである。
「女性に手を挙げない」という信念を持っているため、敵ビジネス・コマンドーが女性の場合は一方的な攻撃を受けることになるが、なんらかの理由（多くは味方社員や倫子の協力）で顔面皮膚が破損して機械の顔が露出すると「もう女性ではない（そんな怪物のような見かけの女性はいない）」と判断し、普通に戦えるようになる。
原作での外見は、イッセー尾形が一人芝居などでよく演じているサラリーマンをモデルにしており、実写版での彼の出演につながっている。
ヤマザキ
戦闘モード変換後の山崎。眼鏡をサングラス状の「ヤマザキ＝アイ」に変えただけで基本的にビジネススーツのまま。名刺を手裏剣のように投げつけて敵を切り裂く「名刺スラッシュ」、ネクタイを硬化させて剣にする「ネクタイ・ブレード“首切り（レイ・オフ）”」、飛び蹴りの「ヤマザキ・キック」、頭部に隠されたYの字型ブーメラン「Y（ワイ）・スラッガー」などを必殺技とし、奥歯に加速装置を内蔵する。
サンダーヤマザキ
第20話から登場。敵の攻撃で破損したヤマザキ＝アイの代わりに、拒絶反応を抑えるニュー・ヤマザキ＝アイで変身した「超戦闘モード」。逆立った髪がさらに逆立ち、かつ帯電するのが特徴で、腕から光線を撃つ「メガ・ヤマザキ光線」「ヤマザキ波」、革靴の踵に仕込まれた推進器を噴射させて脳波コントロール可能な質量兵器とする「リモコン革靴」、敵ビジネス・コマンドーの胸に腕を突き刺して心臓を握り潰す「ヤマザキ仕置きハンド」などを必殺技とする。
ヤマザキX3（エックススリー）
第48話から登場。拒絶反応と幾多の戦いで疲弊した結果、モード変換ができなくなり破壊されたヤマザキをリニューアルした「最新戦闘モード」。ヤマザキ＝アイに大型のデコレーションが増えている。破損からの修復を優先したため、それまでの記憶を失い悪い意味で理詰めな人格になってしまうが、倫子に家族の写真を見せられて復活する。
拳を突き出した際の風圧で敵の攻撃を反射する「ヤマザキ正拳ロウソク消し」などを必殺技とする。
ヤマザキGT（ジーティー）
第62話から登場。拒絶反応により自爆したために廃棄処分となりかけたヤマザキが復活した「戦闘モード最終型」。ヤマザキ＝アイが曲面を主体とした新たなデザインになった。下方向から拳を突き上げる勢いでパンチを食らわせる「ヤマザキ・ダァー」、相手の喉笛を手刀で粉砕する「ヤマザキ地獄突き」、ヤマザキ＝アイから熱線を放つ「ヤマザキ熱視線」などを必殺技とする。
鹿島 倫子（かしま りんこ）
演：菅野美穂
家出中の不良少女。第3話から登場し、以降山崎の押しかけ助手としてレギュラー出演。現代の若者として、ヤマザキが派遣される会社の人材や商品について忌憚のない意見・感想を述べることが多い。父はインター石油の専務であり、冷徹な仕事人間だった。そのため、家族が崩壊したことを恨み父への反発から素行不良となっていたが、山崎と同行することで人間的に成長してゆく。
斜に構えたようでナイーブな一面があったが、派遣先において進む先を見失っていた者たちに対して正面から問いかける姿には時に山崎以上に彼らの心を揺さぶることもあった。最終的にはカウンセラーに自身の道を見出し、終盤では資格取得のための勉強を始める。
貴理香（きりか）
山崎をはじめとする数々のビジネス・コマンドーを生み出してきた、NEO＝SYSTEM社の女性エンジニア。実はAX電気工業社長の娘でもあるが、父が愛人に走って母を捨てたことから両親が離婚して母が自殺したため、姓を名乗らない。
当初はビジネスライクなクールビューティーだったが、残り少ない命を家族のために使う山崎の姿にやがて心を打たれ、最後は彼の理想に殉じて身を挺し、山崎を救おうと延命の可能性があるアメリカ行きを問うが、すでにほとんどの機能が停止しつつも「家族の元へ帰ること」を決断した山崎を見送った。
尾崎 香織（おざき かおり）
尾崎達郎の遺族。元は集英商事のOL。過労死した夫が企業戦士として生きていることは知らず、今は娘と2人で暮らしている。山崎がビジネス・コマンドーとして働くことで得られる高額の報酬は、遺族年金として香織たちのもとへ渡っているが、それに頼りきりにならずに小さな料理教室を開いている。
尾崎 実里（おざき みのり）
尾崎達郎の遺族。父親のことはほとんど覚えていないが、グレたりすることもなく成長している。
黒崎 卓二郎（くろさき たくじろう）
山崎の最後の敵にして、NEO＝SYSTEM社が第71話時点での山崎の全業績データを組み込んで生み出した心なきレプリカ。クロサキ＝アイによって戦闘モード「クロサキ＝デビル」になる。
容姿はハイライトのないサングラスと白い斜め十字が染め上げられた赤地のネクタイ以外は山崎と同一。クロサキが完成したことで山崎は廃棄処分と言う扱いになったが、それによって「尾崎達郎」として家族の元に帰るラストとなった。

## 山崎の新商品・新企画
山崎が派遣先で立案・開発するさまざまな新商品・新企画は、いかにも漫画的な荒唐無稽なものから、実現可能なものまで幅広く登場する。中には実際に似たような商品が開発されたり、より洗練された形で世に出たものもある。また、連載が約7年もの長期に渡ったために現実の社会状勢の変化も著しく、例えば連載開始当時の1990年代初頭には携帯電話は一般層へ普及していなかったが、連載終了当時の同年代末期には高校生くらいの世代まで普及する兆しが見えていたころであった。そのため、連載中にはまだ市販されていなかったものが単行本発売時には市販されていたという例の際、読者から既存の製品であるという旨の指摘が入ったこともあった。その一方、実現の可能性がありそうなものでも実現に至らなかった場合があるほか、作中で山崎が否定した概念の商品が現実では人気商品や定番普及商品となった例もある。
以上の事情については、最終巻のあとがきで作者がコメントしている（特にワイドテレビについては、作中で山崎が否定したものの、後に作者自身が買ってしまったとのことである）。
- カードカメラ、デジタルカメラ内蔵腕時計（薄型、腕時計型のデジタルカメラ。メモリーにはMDやフラッシュメモリを使用。現在ではSDメモリーカードを使用する小型デジカメ、スマートフォンが普及している）
- 生活チェックマシン（現代ではスマホアプリや、それらを搭載したスマートウォッチとして普及）
- 燃やせる缶
- スーパーマーケットのデリバリーサービス（ネットスーパーとして、作中よりも進歩した形で実現）
- ゴーグル型テレビ（ヘッドマウントディスプレイとして、作中での登場とほぼ同時期に製品が発売される）
- 携帯型電子新聞（タブレット端末によるネットへの接続で、作中よりも広範囲で使える機器として実現）
- 尿検査機能付き便器
- アロマ文具
- 環境に優しい洗剤（シュガー酸エステル製の、摂取しても人体に完全無害な台所用粉末洗剤を泡沫スプレー化。さすがに飲用は出来ないが、現実でも自然派志向洗剤が発売されている）
- 残留農薬を変色させるスプレー
- 出張フレンチシェフ派遣システム（若干形態はことなるがケータリングサービスが普及した）
- 豪邸ホテル
- 写音機（こどものおもちゃレコメール。子供向けのトイカメラや録音装置なども今日では普及している）
- 自動録画機能つきテレビ（作中では固定式かつ非円形型のMOを使用。現実にはHDD内蔵の録画テレビとして実現）
- 一般の自転車に後付けして電動アシスト自転車化するモーター（作中では将来的に電気自動車分野に参入する布石とされた。この製品そのものは実現していないが、非自動車メーカーによる電気自動車製造への新規参入は実現している）
- 超音波（ｳﾙﾄﾗｿﾆｯｸ）歯磨き機『USピック』（超音波洗浄機の理屈で磨かずキレイになる。現実でもマウスピース型のものが発売されるも高価だった。2025年、コストが下がり歯ブラシ型がスーパーなどでも販売）

## 単行本
- 第1巻 1993年8月刊行 ISBN 4-08-858281-0
- 第2巻 1994年1月刊行 ISBN 4-08-858282-9
- 第3巻 1994年8月刊行 ISBN 4-08-858283-7
- 第4巻 1995年2月刊行 ISBN 4-08-858284-5
- 第5巻 1995年8月刊行 ISBN 4-08-858285-3
- 第6巻 1996年2月刊行 ISBN 4-08-858286-1
- 第7巻 1996年8月刊行 ISBN 4-08-858287-X
- 第8巻 1997年2月刊行 ISBN 4-08-858288-8
- 第9巻 1997年8月刊行 ISBN 4-08-858289-6
- 第10巻 1998年2月刊行 ISBN 4-08-859006-6
- 第11巻 1998年8月刊行 ISBN 4-08-859031-7
- 第12巻 1999年2月刊行 ISBN 4-08-859056-2

2006年には電子書籍化されている。

## オリジナルビデオ
1995年3月24日にJSDSS（ジーダス）から発売された。VHS、90分。キャストは#登場人物を参照。
2008年4月25日にはDVD化された。
スタッフ
- 原作：富沢順
- 企画：末吉博彦、円谷粲
- プロデューサー：伊藤靖浩、岩田靖浩、今井朝幸
- 監督：服部光則
- 脚本：佐々木哲也
- 撮影：須藤昭栄
- 製作：須崎一夫

## OVA
1997年10月25日にハピネット・ピクチャーズから一般向けに発売された後、2015年よりオフィスCHKのウェブサイトにて通信販売された（現在は無効）。VHS、45分。
内容は原作第1話「コンビニエンス・ウォーズ」、第3話「LONG DISTANCE CALL」が下敷きとなっている。

### キャスト
- 山崎宅郎：千葉繁
- 鹿島倫子：川上とも子
- 貫理香：勝生真沙子
- ビジネス・コマンドー鈴木：緒方賢一
- 田代：林延年
- 西川：坂口哲夫
- 尾崎香織：川崎恵理子
- 尾崎実里：水野あおい（特別出演）
- 倫子の母：水原リン
- ビジネス・コマンドー佐藤：堀川仁

### スタッフ
- 監督・脚本：冨永恒雄
- キャラクターデザイン・総作画監督：加野晃
- 演出：三泥無成
- 美術監督：内田好之
- 撮影監督：沖田英一
- 音響監督：明田川進
- 音楽監督：萩原渚
- アニメーション制作：リップルフィルム
- 企画製作：企業戦士YAMAZAKIプロジェクト（製作委員会）
- 製作協力：バンダイ・ミュージックエンタテインメント

### 主題歌
主題歌「sweet」
作詞：Romi / 作曲：松本理恵 / 編曲：葦澤伸太郎 / 歌：Romi
イメージソング「Ring a Ding（倫子のテーマ）」
作詞：水沢晶子 / 作曲：萩原渚 / 編曲：菊池和久 / 歌：水野あおい